# Musée archéologique d'Arlon
Le musée archéologique d'Arlon (anciennement musée archéologique luxembourgeois) est un musée belge situé à Arlon en Région wallonne, qui réunit une importante collection de vestiges archéologiques mis au jour sur le territoire de la province de Luxembourg. Il est renommé pour sa section gallo-romaine, en particulier la collection de sculptures funéraires, qui est l'une des plus importantes d'Europe.
Créé en 1886, il est installé depuis 1934 dans un bâtiment néo-classique construit dans les années 1840.
C'est un musée reconnu en catégorie C par la Communauté française de Belgique.

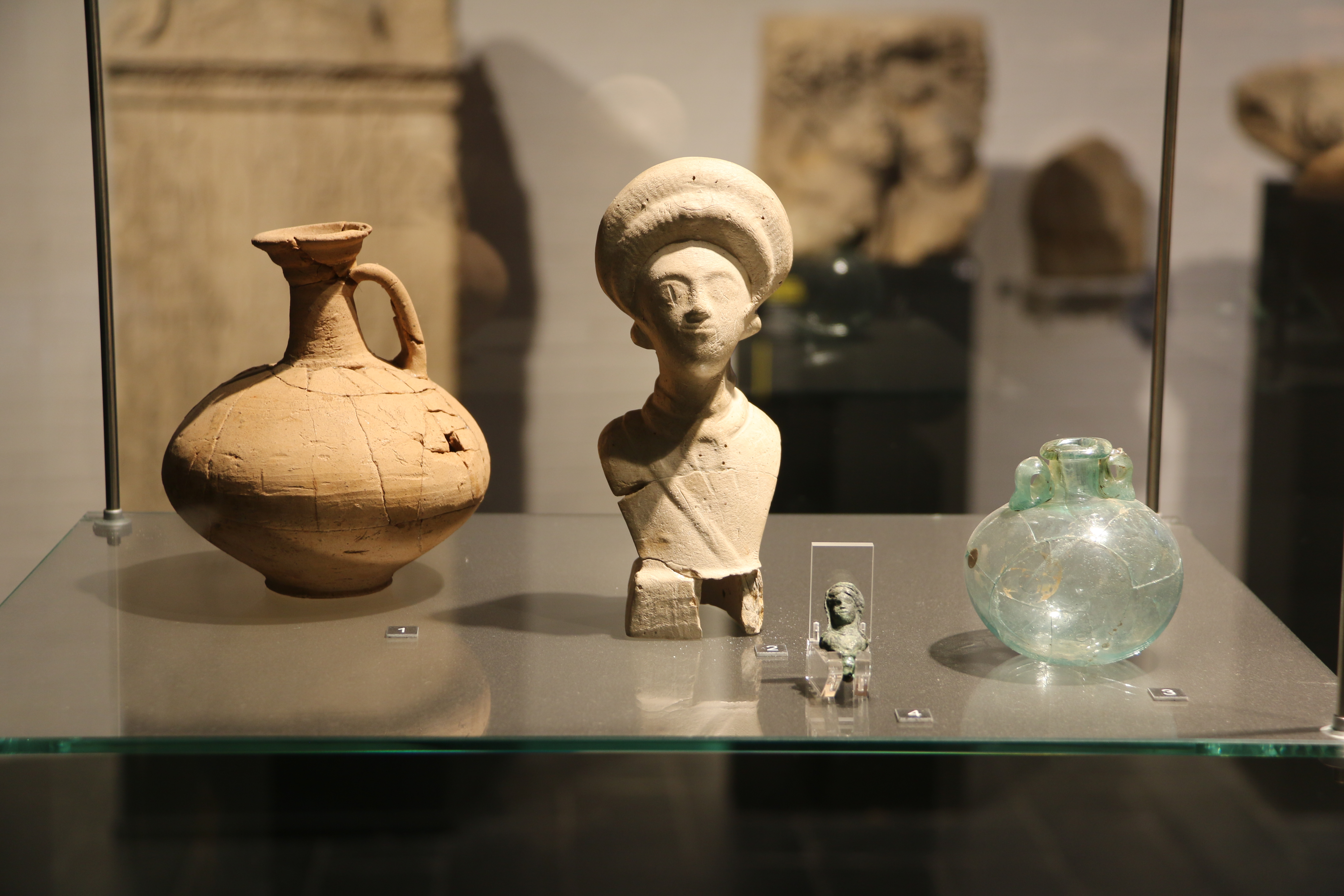
Collections du musée archéologique d'Arlon.

## Histoire

### Origines des collections: 1847
Après l'indépendance de la Belgique et le partage du Luxembourg en 1839, les pouvoirs publics prirent conscience de la nécessité de protéger le patrimoine. Dans cet objectif, ils encouragèrent fortement la création de sociétés archéologiques dans les provinces belges. Le 2 septembre 1847, la députation provinciale prit un arrêté qui fondait dans le chef-lieu de la province de Luxembourg une « société pour la recherche et la conservation des monuments historiques, archéologiques et des œuvres d'art ». Cette société changera de nom par la suite pour s'appeler Institut archéologique du Luxembourg.
Des démarches furent entreprises pour rassembler à Arlon des collections reflétant l'ensemble du patrimoine provincial.

### Le musée scolaire: 1886
Dès sa création, la société archéologique avait stipulé dans ses statuts que l'ensemble des monuments et des objets dont elle obtiendrait la disposition formeraient un musée provincial. Mais de nombreuses démarches durent être entreprises avant que les collections ne soient conservées dans un bâtiment digne de ce nom. Elles furent transférées à maintes reprises durant près de quatre décennies.
En 1874, le gouverneur émit l'idée de créer un « musée provincial scolaire » à Arlon. Un subside fut accordé à la ville d'Arlon pour construire une annexe à l'école des garçons (actuelle rue de Diekirch) qui accueillerait le musée. Les plans furent confiés à l'architecte provincial Jean-Louis Van de Wyngaert. Les travaux s'achevèrent en 1886 et le musée scolaire fut inauguré et ouvert au public le 8 novembre.
Le rez-de-chaussée était réservé aux collections historiques et industrielles, tandis que le premier étage était consacré à l'archéologie.

### Un musée digne de ce nom: 1934
Les locaux du musée scolaire se révélèrent rapidement trop étroits pour stocker l'ensemble des collections amassées par la société archéologique, qui avait entretemps adopté le nouveau nom d'Institut archéologique du Luxembourg. La ville d'Arlon promit de mettre à la disposition de l'Institut un bâtiment qui permettrait de conserver l'intégralité des collections dont il était propriétaire et dépositaire.
Le projet ne vit le jour qu'en 1934. À cette époque, « l'école des demoiselles » qui occupait un bâtiment dont la ville était propriétaire à la rue des Martyrs (anciennement rue de Virton) fut transférée. L'Institut archéologique se vit octroyer l'autorisation d'occuper les lieux pour y installer le musée archéologique. D'importants travaux furent entrepris pour adapter le bâtiment à sa nouvelle affectation.

### Un musée provincial en 1959
Le 13 août 1959, la ville d'Arlon céda le musée à la province de Luxembourg. Il devint à cette date un musée provincial.

### Les grands travaux: 1972 - 2003
À la fin des années 1960 et au début des années 1970, la Province et la Ville investirent d'importants budgets pour rénover le musée et lui conférer sa structure actuelle. Le bâtiment se fit ajouter une salle et on réorganisa entièrement les collections. Au début des années 2000, le hall d'accueil fut modernisé et le musée équipé de l'accessibilité pour les personnes à mobilité réduite.
Depuis lors, les travaux se poursuivent afin d'améliorer sans cesse les conditions de conservation des collections et le confort des visiteurs.

### Cession du musée à la Ville d'Arlon en 2022
Le 22 juin 2022, la province de Luxembourg cède la gestion du musée à la Ville d'Arlon, via un bail emphytéotique de 99 ans, au terme duquel la Ville deviendra pleinement propriétaire du bâtiment.

## Les collections
Depuis la fin des années 1990, le musée expose des collections exclusivement archéologiques. Depuis 2012, la collection permanente est entièrement consacrée à la période gallo-romaine. Elle comporte six salles d'exposition : une longue galerie lapidaire (trois salles), une salle consacrée aux nécropoles, une salle consacrée aux sites d'habitats et de cultes et une salle consacrée à deux importants sites archéologiques de la province de Luxembourg, le vicus d'Arlon et la villa gallo-romaine de Mageroy (Habay-la-Vieille).
Le musée organise au moins une fois par an des expositions temporaires sur le thème de l'archéologie, gallo-romaine ou d'autres périodes.